# البيازين

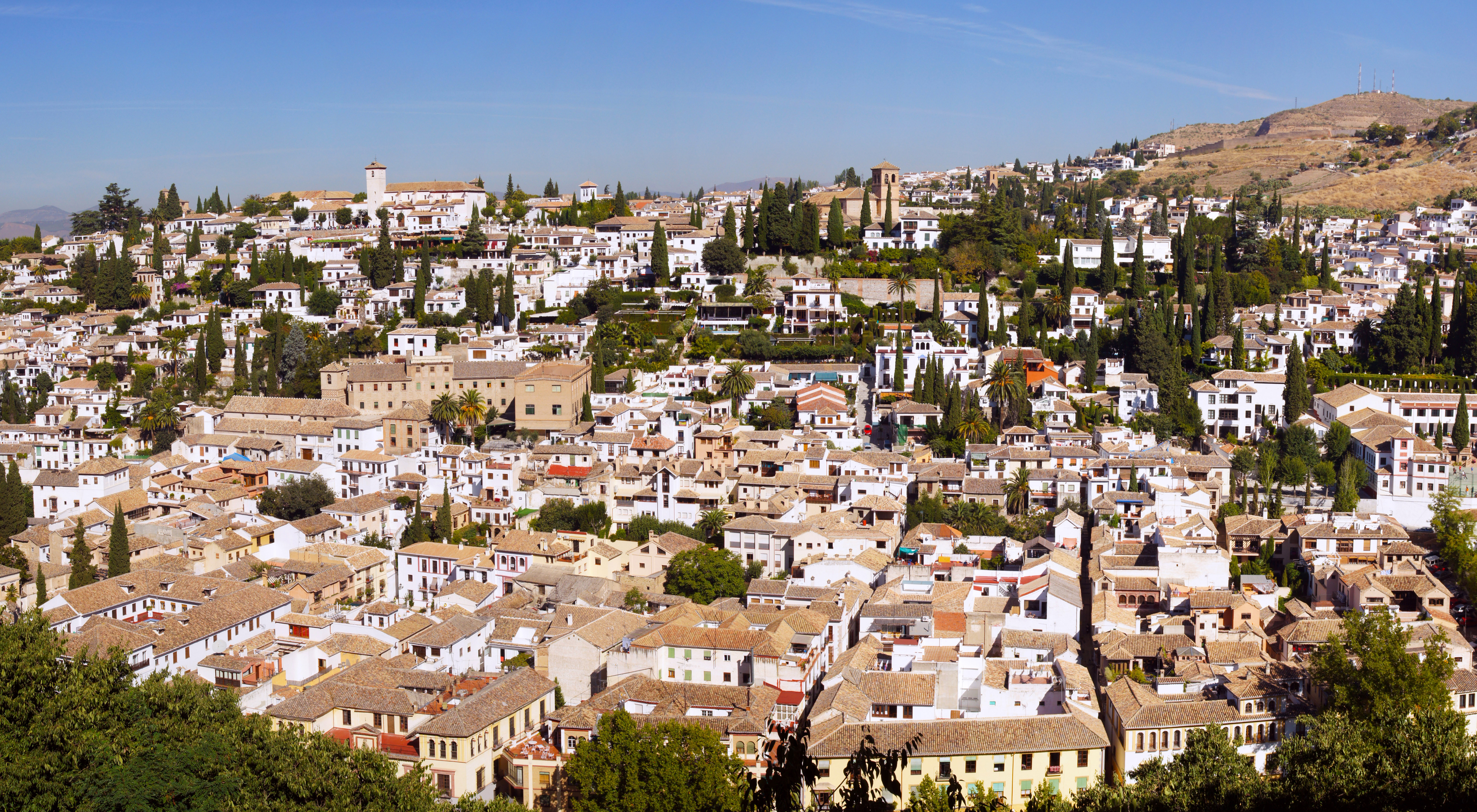
منظر عام على الحي

البيَّازين هو حيّ ذو أصل أندلسي يقع في غرناطة ويُعد وجهة أساسية لكثير من الزوار الذين يقصدونه لمكانته التاريخية والمعمارية ولمناظره الطبيعية.

## بناء الحي

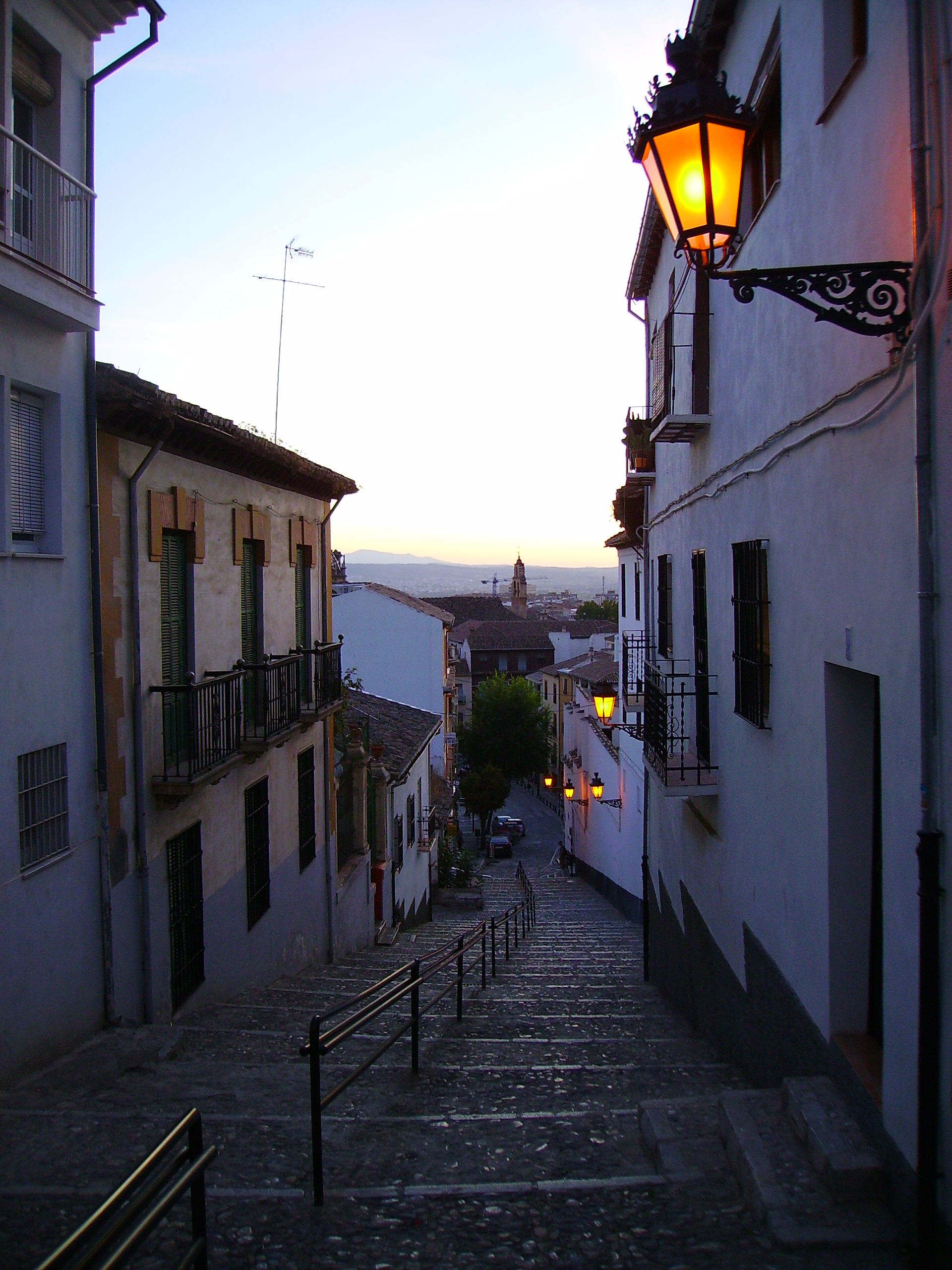
أحد شوارع الحي

يعتقد أن بناه كان قبل سنة 800 م ترجع المكتشفات الأثرية في المنطقة إلى العصور القديمة، وأصبح أكثر أهمية مع وصول بنو زيري في عام 1013 م الذين قاموا ببناء جدران دفاعية حوله.

## عهد بنو الأحمر

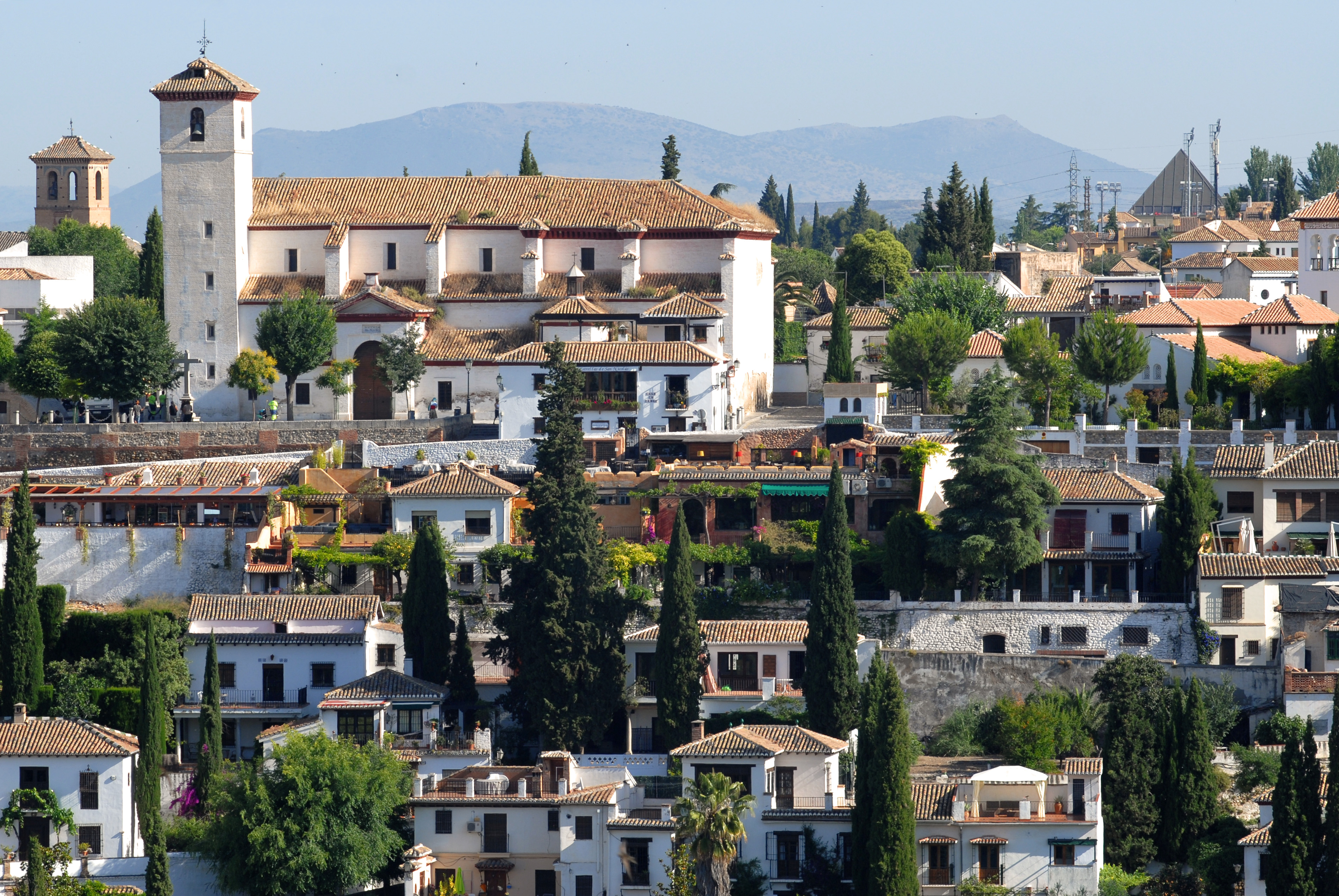
أحد ضواحي الحي

وفي عهد بنو الأحمر حدث تطوير كبير للحيّ الذي يتميز بشوارعه الضيقة والمرتبة على شكل شبكة تمتد من أعلى المدينة إلى أسفلها عند النهر. وفي العهد الإسلامي عُرفت البيازين بثوراتها المتعددة ضد الخليفة وكانت في ذلك الوقت مقر إقامة الصناعيين والحرفيين والأرستقراطيين. ومع استيلاء المسيحيين عليها بدأت تدريجياً تفقد بريقها. وفي عهد فيليب الثاني وبعد أن تم طرد المسلمين من الأندلس وأُخلي الحيّ من جميع سكانه. وفي عام 1994 أدرجت اليونسكو البيازين ضمن مواقع التراث العالمي. ومن بين الثروات المعمارية في البيازين جدران القصبة القديمة التي ترجع لعهد بنو زيري، والجدران التي بُنيت في عهد بنو الأحمر، وأبراج القصبة، والمسجد الرئيسي الذي تم تحويله لكنيسة.